# Виддоусон, Элси
Элси Виддоусон (англ. Elsie May Widdowson, 21 октября 1906, Wallington, Большой Лондон — 14 июня 2000, Марсель) — британский диетолог, химик. Одна из первых женщин — выпускниц Имперского колледжа Лондона. Член Лондонского Королевского общества (1976). Командор Ордена Британской империи (1979), Кавалер Чести (1993).

## Молодые годы
Элси Виддоусон родилась в Уоллингтоне, графство Суррей, Великобритания. Отец был помощником бакалейщика, а младшая сестра, Ева Крейн, получила образование физика-ядерщика, но стала всемирно известным исследователем и автором работ о пчёлах и пчеловодстве.
Элси жила в Далуиче, училась в женской гимназии Садэнхема. Её любимые предметы — зоология и химия. Она поступила изучать химию в Имперский колледж Лондона и через два года сдала экзамены на степень бакалавра, но провела ещё один год в колледже, прежде чем ей присудили степень в 1928 году. Она стала одной из первых женщин-выпускниц Имперского колледжа Лондона. Элси провела это время в лаборатории биохимии под руководством профессора Сэмми Шрайвера.

## Ранние исследования яблок
Все в лаборатории занимались разделением аминокислот, извлеченных из различных растений и животных. Это было задолго до хроматографии.
В лабораторию к Элси приехал эмиссар из Департамента Физиологии растений и предложил грант в Департаменте. Элси успешно прошла собеседование и проработала там более трех лет с Хелен Архболд (Helen Archbold, позже Хелен Портер), которая возглавляла большую серию экспериментов для правительства по химии и физиологии яблок. Именно Хелен воспитала в Элси на всю её жизнь любовь к исследованиям.
Частью Элси в исследованиях было исследование и измерение изменения отдельных углеводов в плодах. Сначала Элси измеряла их на дереве, пока плод не созрел, а затем во время хранения. Каждые две недели она ездила в Кент, а затем пешком до сада подбирать фрукты с указанных яблонь и отвозила их в лабораторию для различных исследований. Она разработала метод разделения и измерения крахмала, гемицеллюлозы, сахарозы, фруктозы и глюкозы в плодах. Первая статья, опубликованная ею, была об определении восстановленных сахаров в яблоке, которую опубликовали в Biochemical Journal в 1931 году.
Элси не хотела посвятить всю свою жизнь растениям, ей больше интересовали животные и человек. В 1932 году, когда время гранта истекло, Элси отправилась в институт Курто больницы Мидлсекс, где она работала около года под руководством Е. С. Доддс (позднее сэр Эдвард), чтобы получить опыт в биохимии человека. Одна из статей Элси, вышедшая в этом периоде: сравнительное исследование мочи и сывороточных белков в нефрите. Она была довольно поражена, но довольна, когда узнала, что это её небольшое исследование называют «пионерской работой на эту тему».

## Виддоусон и МакКанси (научные исследования)
В 1933 году Элси искала работу, и по совету профессора Доддса она поступила в аспирантуру в области диетологии в Королевский колледж Бытовых и Социальных наук (колледж Королевы Елизаветы) под руководство профессора В. Х. Моттрам. Здесь Виддоусон впервые встретилась с Робертом МакКанси в кухнях больницы Королевского Колледжа в 1933 году, где она изучала методы промышленного приготовления, как часть её диплома по диетологии. МакКанси был младшим врачом и частью его исследований по лечению диабета было изучение химических эффектов при приготовлении пищи. Виддоусон указала на ошибку в анализе МакКанси в содержании фруктозы во фруктах, и они оба поняли, что существуют значительные ошибки в стандартных пищевых таблицах. Они стали научными партнерами и работали вместе в течение следующих 60 лет, до тех пор, пока МакКанси не умер в 1993 году.
МакКанси стал доцентом кафедры Кембриджского университета в 1938 году, и Виддоусон присоединилась к его команде на кафедре экспериментальной медицины в Кембридже. Первое издание таблиц химических составов продуктов они вместе выпустили в 1940 году. МакКанси и Виддоусон изучали влияние дефицита соли на организм. Эти эксперименты позволили врачам понять важную роль жидкостей и натрия в организме человека. В течение многих лет они измеряли различные аспекты функций почек у новорожденных детей и животных, сравнивая их с взрослыми особями того же вида. Прошло много времени, прежде чем МакКанси и Виддоусон поняли, что почки новорожденных не обладают теми же функциями, как и у взрослых, выделяя азот и минеральные соли, потому что большая часть приема этих веществ используется для роста, и они не используют почки для экскреции. Как только они поняли важность роста, а не почек, в поддержании стабильного объёма и состава жидкостей организма, всё встало на свои места.
Элси начала самостоятельные диетические исследования индивидуального рациона в течение недели 63 мужчин, 63 женщин и более чем 1000 детей в возрасте от 1 до 18 лет. Эти исследования показали большой разброс в потреблении энергии и питательных веществ между одним и другим человеком того же пола и возраста.

### Отделение медицины, Кембридж (1938—1946 гг.)

#### «Небольшая авария»
В 1938 году, во время Мюнхенского кризиса, МакКанси и Виддоусон переехали в Кембридж, куда МакКанси пригласили лектором благодаря публикации о всасывании железа. Во время первого своего года в Кембридже они изучали поглощение и выведение стронция в организме. Они вводили стронций друг другу каждый день в течение недели, а затем измеряли его количество в кале и моче. На шестой день эксперимента они почувствовали себя плохо. Профессор Джон Райл взял Элси и МакКанси, которые были в лихорадке, к себе домой, где он и жена ухаживали за ними. Позже анализ показал, что вещества, известные как пирогены, также называемые эндотоксинами, из-за бактериального заражения, присутствовали во второй партии стронция. МакКанси и Виддоусон перенесли реакцию пирогена, которая была более распространена, чем сейчас, потому что методы очистки были грубее. Результаты этого эксперимента показали, что тело выводит стронций медленно и что 90 % выводится через почки, а не кишечник.

#### Вторая мировая война
Как только началась Вторая мировая война, Элси и МакКанси начали экспериментальные исследования рациона. Они проводили эксперименты на себе и своих коллегах, чтобы увидеть, насколько еда, произведенная в Великобритании, может удовлетворить потребности населения. Они поняли, что при нынешнем рационе количество потребляемого кальция будет очень низким, так что они взяли ответственность и добавили мел в муку, используемую для хлеба, в тысяче последующих экспериментов. После трех месяцев они чувствовали себя сильными и отправились в экспедицию, чтобы проверить свою физическую форму. Они доказали, что были в форме, и их рацион служил им хорошо.

#### Питательная ценность муки, используемой для производства хлеба
После того как они закончили свои экспериментальные исследования рациона, Элси и МакКанси пришли к выводу, что население Великобритании не получает необходимое количество кальция. Они провели эксперименты по тому, как всасывается кальций из хлеба, приготовленного из разной муки. На основе этого исследования были созданы рекомендации по количеству кальция, которое необходимо добавить в различную муку. В результате появились нормативные акты по изготовлению хлеба и вышло распоряжение об обогащении муки кальцием.
В Ирландии росла заболеваемость рахитом. МакКанси и Виддоусон были приглашены в Дублин, чтобы описать свои исследования группе врачей и политиков, среди которых были Taoiseach, Mr De Valera. В результате было решено снизить уровень обработки муки и добавить фосфат кальция, после чего заболеваемость рахитом среди детей старше одного года в Ирландии снизилась.

### Германия, значение заботы (1946—1949 гг.)
Когда война закончилась, то Элси с МакКанси отправились весной 1946 года в Германию для изучения недоедания мужчин, женщин и детей. В Германии они провели эксперимент по питанию в нескольких детских домах.
В одном из экспериментов были выбраны два детских дома. Первые 6 месяцев в обоих детских домах еда была жестко нормирована и дети недоедали. Спустя первые шесть месяцев в первом детском доме должны были дать детям неограниченное количество хлеба с маслом и джемом, а во втором ничего не менять.
Элси заметила, что в первые полгода, когда дети в обоих детских домах недоедали, то дети в первом детском доме росли и набирали вес быстрее, чем во втором. Также, к её удивлению, когда спустя первые 6 месяцев в первом доме добавили дополнительное питание, то дети в первом детском доме замедлили свой рост, а дети во втором детском доме начали стремительно расти и набирать вес, находясь на своих обычных пайках.

В результате выяснили, что заведующая вторым детским домом была переведена властями в первый детский дом спустя полгода эксперимента. Её недоброжелательность и страдания, которые она приносила детям, задержали их рост, несмотря на дополнительное питание. Позже Элси писала:
(Любовь и забота к детям и бережное отношение к животным может сильно исказить результаты тщательно спланированного эксперимента) Tender loving care of children and careful handling of animals may make all the difference to the successful outcome of a carefully planned experiment 

### Возвращение в отдел медицины, Кембридж (1949—1968 гг.)

#### Состав тела
После поездки в Германию Элси в 1949 году вернулась к работе по изучению состава тела, которую начала 4 года назад. Первое, что она изучала — состав тела в зависимости от развития тела. Для этого она изучила тела 19-ти мертворожденных младенцев, одного четырёхлетнего мальчика, трех мужчин и одной женщины. Она изучала содержание тех же веществ, что и в продуктах. Второй подход в её исследованиях — изучение изменения состава в процессе развития других видов. Исследования свиней, кошек, морских свинок, кроликов, крыс и мышей.
В результате этой работы она установила, что человеческий ребёнок уникален в том, что при рождении содержит 16 % жира, в отличие от большинства видов, которые имеют 1—2 %. Жир — важный параметр новорожденных и взрослых.
В начале 1950-х к МакКайну и Видоусон присоединились Джон Дикерсон и Дэвид Саутгейт. Первая работа Дэвида — помощь в подготовке третьего издания составов пищевых продуктов. За четвёртое издание уже отвечал он, а в создании пятого издания, опубликованного 1991 году, было вовлечено гораздо больше людей.

#### Потребление и расход энергии
Элси, МакКайн и Диккерсон отправились в Сандхерст, где генерал попросил помочь и выяснить, почему курсанты не набирают вес. Но более интересными в результате этого исследования для Элси были открытия в энергетических расходах курсантов. Она обнаружила, что они проводили 8,5 часов из 24 в постели, 9,25 часов сидя на лекциях и на эти две активности приходится около 50 % расходов всей их энергии. Одевание и стирка формы составили ещё 28 %, а тренировки, спорт и парады, которые столь важны для них, занимали только 7 % времени и 12 % энергии.

#### Маленький и большой помёт и пищевые манипуляции
В 1950-х Элси начала исследования свиней, которые МакКайн держал в своем доме в графстве Кембриджшир. Эти исследования заняли 15 лет. Они обнаружили, что когда свиньи серьезно недоедают с 10-дневного возраста, то спустя год они весят всего на 3 % меньше, чем их хорошо питающиеся сородичи. Элси и МакКайн сделали множество исследований этих животных: анатомические, физиологические, химические и психологические. Элси увеличила длительность недоедания до двух и трех лет. Чем дольше свиньи недоедали, тем раньше они переставали расти, но когда скрестили реабилитированных самцов и самок, то самки дали хороший помет с нормальным размером поросят, которые не имели никаких признаков, указывающих на недоедание их родителей.

### Заведующая отделением исследований детского питания в лаборатории питания DUNN (1968—1973 гг.)

#### Исследования жировой ткани
В 1968 году Элси переехала Медицинский Научно-исследовательский Совет Европейского Союза, лабораторию питания Dunn, в исследовательское подразделение питания младенцев. Там она занялась анализом детского молока, которое продается в разных уголках Европы. В результате она обнаружила, что в составе голландского молока, используемого почти для всех младенцев, не вскармливаемых грудью, коровий жир заменен на кукурузное масло. Элси заметила, что через три месяца линолевая кислота в составе жира голландских детей возросла до 46 % от общего объёма, в то время как в искусственно вскормленных британских младенцах, которые питались молоком с коровьим жиром, осталась примерно 1 %. Таким образом, состав тела младенцев был изменен в национальном масштабе удивительным образом. Чтобы исследовать это дальше, Элси провела такой же эксперимент на морских свинках: одну группу кормили растительными жирами, а другую — говяжьим. В результате она увидела, что состав жира изменился во всем организме морских свинок.

#### Свиньи
Элси продолжила заниматься свиньями в конце 1960-х и начале 1970-х. Она исследовала детенышей свиней, которые рождались меньше своих братьев в помете, потому что недоедали до рождения. Элси исследовала физиологическое и химическое развитие их по сравнению с более крупным пометом и их достижение зрелости. Свинья, рожденная маленькой, никогда не догоняла в весе.
Также она исследовала воздействие на желудочно-кишечный тракт поросенка первого приема пищи через рот. Некоторые поросята после рождения получали только воду в течение 24 часов через желудочный зонд. В результате пищеварительный тракт тех, кто питался от свиноматки, рос быстро в длине и весе, гораздо быстрее других частей тела. Элси предположила, что это связано с поглощением гамма-глобулина только после рождения и в дальнейшем это было доказано.

### Отдел следственной медицины в больнице Адденбрукса (1973—1988 гг.)
В 1973 году Элси впервые вышла в отставку. Она перешла в отделение следственной медицины в больнице Адденбрукса. Это отделение было преемником департамента профессора МакКайна в экспериментальной медицине. Какое-то время у неё была лаборатория и несколько аспирантов, даже когда лаборатории не было, то у неё по-прежнему был офис, который профессор Ивор Миллс разрешил ей сохранить, пока не вышел в отставку в 1988 году. Тогда Элси ушла в отставку второй раз.

#### Большие животные
В 1986 году Элси отправилась в Вашингтон, округ Колумбия, на несколько недель, чтобы работать в лаборатории питания в зоопарке с Олафом Офтедалом.
В 1984 году Олаф и двое его коллег отправились в экспедицию на ледяные побережья Лабрадора для изучения потребления молока и молочных составов двух видов тюленей, рожденных и вскормленных на льду. Олаф привез в Вашингтон 20 замороженных и вскормленных тел новорожденных в соответствии с Канадским положением. Эти органы оставались в холодильнике в зоопарке в течение двух лет, наряду с органами новорожденных, вскормленных черными медведями. Элси посетила Олафа несколько раз в течение этих двух лет. Когда в очередной раз он отвел её в холодное помещение, чтобы посмотреть замороженные тела, она предложила свою помощь.
Элси получила грант от Смитсоновского института, лаборатория была освобождена от всякой другой работы и они провели несколько напряженных недель, препарируя животных, взвешивая и измеряя различные их части тела и подготавливая материалы для анализа. Это была довольно сложная работа по группировке и маркировке разных частей тела множества животных. Позднее была опубликована работа о питании и росте вскормленных грудью черных медведей. Эта работа дала Элси много новых вопросов, связанных со сравнительной таблицей питания.

## Активная пенсия (1985—2000)
После того как она «вышла на пенсию», то в 1980 году Элси взяла на себя множество функций, в частности председательство Британского фонда питания с 1986 по 1996 год, председательство и лидирующее положение в нескольких национальных и международных комитетах, также председательство в обществе питания и обществе новорожденных. Новое подразделение сообщества медицинских исследований по изучению питания человека было создано в Кембридже в 1998 году, и, к великой радости Элси, было названо «Лаборатория Элси Виддоустон». В 2000 году в Лондоне было создано агентство по пищевым стандартам, и библиотека в их новом здании была также названа в честь Элси. Оба эти места имеют постоянные выставки о Элси и множество её оригинальных работ.
Для Элси самым важным достижением было, когда её в 1993 году сделали почетным членом Ордена Кавалеров Чести. С присущей ей скромностью она не могла понять, почему она была выбрана для такой чести, но она была в восторге от этого.

## Награды и почести
- 1928 — Бакалавр, Лондонский университет
- 1931 — Кандидат наук, Лондонский университет
- 1948 — Доктор наук, Лондонский университет
- 1970 — Лектор Сандерсон-Уэлльса, Лондонский университет
- 1975 — Почетный доктор, Университет Манчестера
- 1976 — Член Королевского общества
- 1979 — Кавалер ордена Британской империи
- 1981 — Медаль Джеймса Спенса, Британская Педиатрическая Ассоциация
- 1982 — Вторая премия Бристоля Майерса за выдающиеся достижения в области исследований питания
- 1983 — Первый Европейский Приз за питание, Федерация европейских сообществ по питанию
- 1983 — Лектор памяти Бойда Орра, общество питания
- 1984 — Призовая степень, Призовой фонд по питанию
- 1985 — Международный преподаватель имени Е. В. Макколами, Питание и Премии
- 1986 — Atwater Lecturer and Award
- 1987 — Международная премия Нутриции
- 1989 — Лектор имени Мюриэля Белла, Общество питания Новой Зеландии
- 1992 — Первая Международная премия питания имени Эдны и Роберта Ланкгольц, Американская Диетическая Ассоциация
- 1993 — Кавалер Чести

### Почетный член
- 1977—1980 — президент, Общество питания
- 1978—1981 — президент, Общество новорожденных
- 1986—1996 — президент, Британский фонд питания